# Mölkky
 (juillet 2015).
Le mölkky (prononcé /mɔl.ki/ en français, /ˈmøl.kːy/ en finnois) est un jeu d'adresse inventé en 1996 par l'entreprise finlandaise Lahden Paikka (anciennement nommée Tuoterengas), inspiré du kyykkä. Le mölkky se pratique en plein air, sur herbe ou sur sable. Le mölkky ne requiert pas une force physique importante, ce qui le rend accessible à tous, quel que soit l'âge ou la condition physique.

## Composition et règles du jeu

### But du jeu
L'objectif du mölkky est de marquer exactement cinquante points en renversant des quilles numérotées de 1 à 12 à l'aide d'un bâton de bois appelé tikku.

### Matériel

La position des quilles au départ.

Le jeu est composé de 12 quilles numérotés de 1 à 12 et d'un tikku. Les quilles sont des morceaux de bouleau cylindriques de 15 cm de haut, plats à leur base et biseautés à 45° à leur tête. Leur diamètre est de 6 cm. Le numéro de la quille est inscrit sur la partie biseautée. Le bâton à lancer, le tikku, mesure 22,5 cm de long pour 6 cm de diamètre, et pèse environ 400 g.

### Préparation
On trace une ligne de lancer, une délimitation au sol indiquant l'endroit derrière lequel un joueur doit se positionner pour effectuer son lancer. Les douze quilles sont placées, au départ de la partie, à 3,50 mètre du trait dans un ordre précis, en quatre rangées (voir schéma ci contre), collées les unes aux autres. Les numéros sont faces aux joueurs.

### Le début du jeu

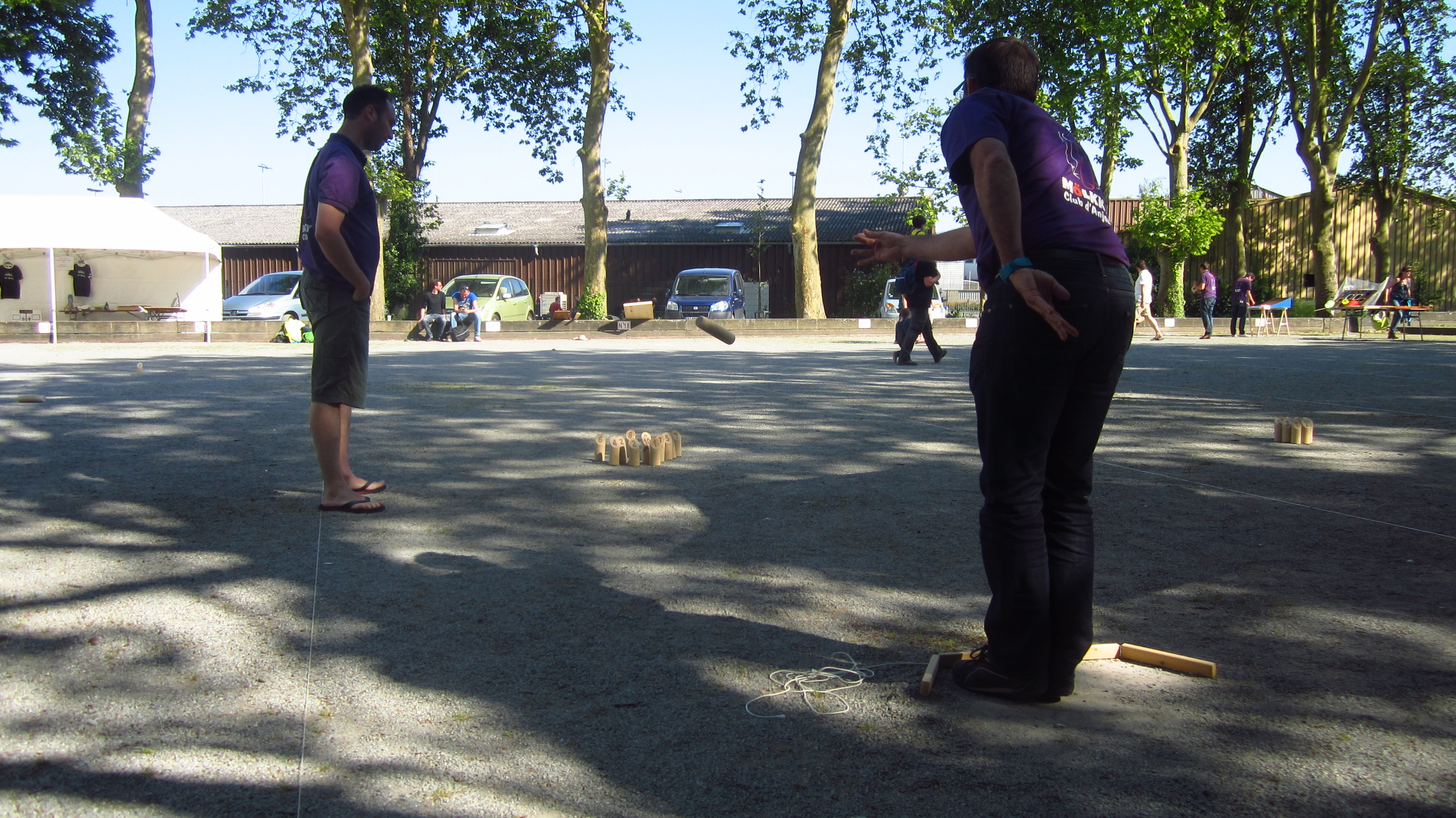
Jet du tikku par un joueur du Mölkky Club d'Anjou.

Le jeu peut se jouer en individuel, de deux à seize joueurs, ou par équipes (composées de deux à quatre joueurs).
Le joueur lance le tikku dans les quilles, placées à 3,50 mètres. Le pointage du joueur dépend du nombre de quilles renversées:
- S'il fait tomber une quille, il marque la valeur de la quille.
- S'il fait tomber plusieurs quilles, il marque le nombre de quilles tombées (si toutes les quilles tombent, le joueur marque donc douze points).

Les quilles tombées sont ensuite relevées sur leur pied, numéro face à la zone de lancer, à l'endroit où elles se trouvent et sans les soulever du sol. Ainsi la configuration de l'aire de jeu évolue. Chaque joueur réalise un lancer à tour de rôle.

#### Précisions
Si une quille n'est pas complètement allongée au sol et qu'elle se trouve en équilibre sur une autre ou sur le mölkky (le lanceur), elle n'est pas comptée.
Si un joueur (ou une équipe) ne marque pas de point trois fois consécutivement, il est éliminé. Il marque donc 0 points sur cette manche. Si plusieurs joueurs sont éliminés, le dernier restant est le vainqueur, quand bien même les 50 points ne seraient pas atteints.
Il n'y a pas de limites de tour.

### La fin du jeu

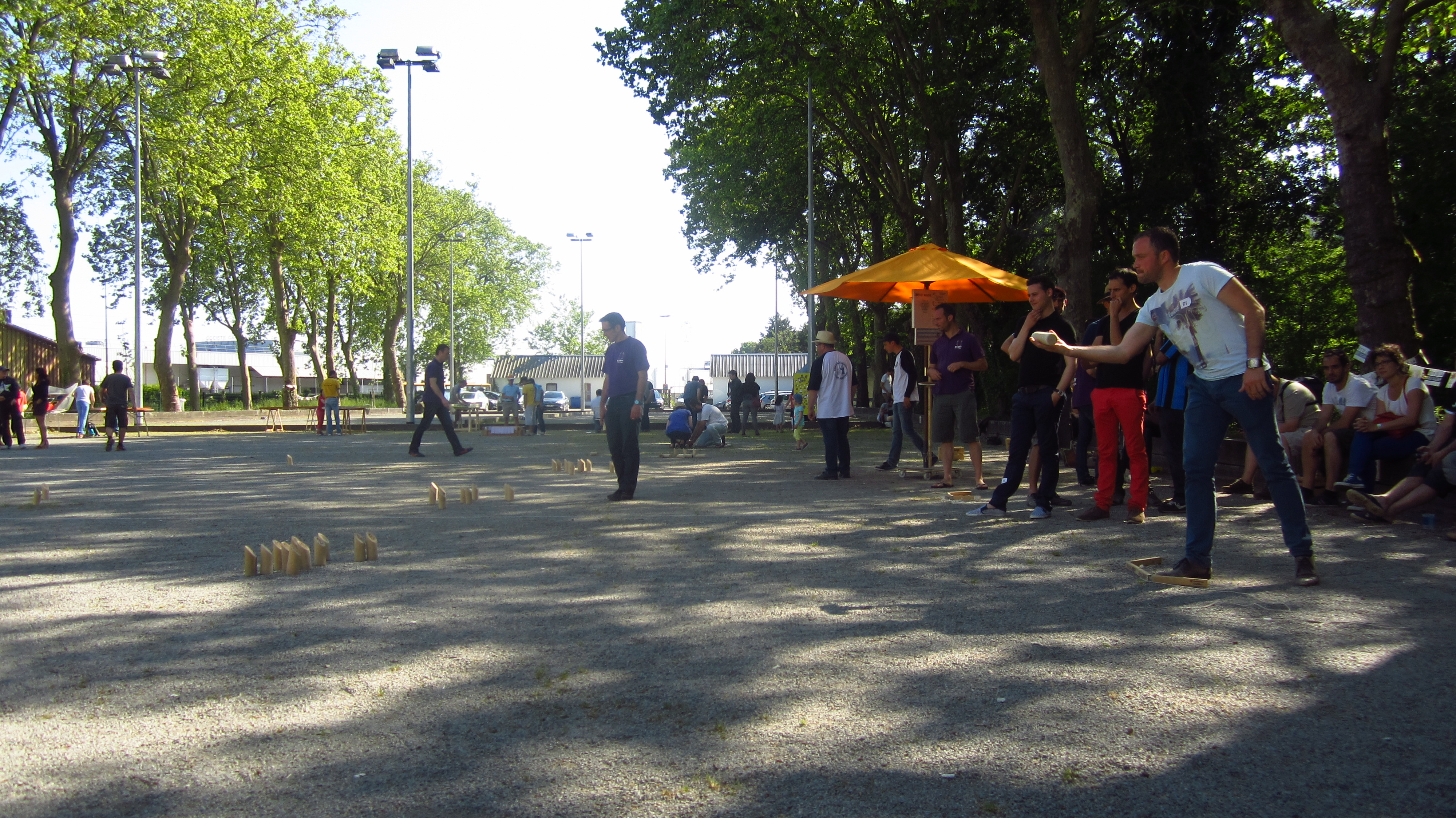
Position de lancer.

Le vainqueur est le joueur qui marque exactement 50 points. Si cette marque est dépassée, le pointage du joueur ou de l'équipe redescend à 25.

## Variantes
- Si vous ne connaissez pas le sujet, laissez ce bandeau (vous pouvez alors contacter les auteurs).
- Si vous supprimez le contenu mis en cause (vous pouvez préalablement contacter les auteurs),

argumentez précisément cette suppression dans la page de discussion
(un manque de référence n'est pas un argument ; une recherche réelle de référence doit avoir été effectuée, être formellement documentée).
On trouve également des variantes aux règles traditionnelles. Ces variantes ne sont pas acceptées en tournois officiels.

### Mölkky impair perd
Au premier tour, chaque joueur ou équipe doit au moins faire tomber trois quilles. Sinon il démarre la partie avec un nombre négatif de point correspondant à -3+(nombre de quille tombés). Aucun point n'est marqué le premier tour, il permet juste de préparer la partie.
De plus, pour tous les autres tours, les règles sont les suivantes :
- Les scores pairs sont additionnés au score du joueur.
- les scores impairs sont déduits du score du joueur (score arrondi au pair inférieur).

### Mölkky breton
Les règles sont les mêmes que celle du jeu initial, mais il faut marquer des points en passant impérativement par les nombres de points correspondant aux quatre départements bretons : 22 pour les Côtes-d'Armor, 29 pour le Finistère, 35 pour l’Ille-et-Vilaine et 56 pour le Morbihan. Le vainqueur est le premier à atteindre 56.

### La Marseillaise
Les règles sont les mêmes que celle du jeu initial, mais il faut atteindre 51 points au lieu de 50.

### Mémolkky
Les règles sont les mêmes que celle du jeu initial, mais les numéros des quilles sont face cachée.

### Avec ou sans annonce
Dans cette variante, il faut annoncer, avant de lancer, les quilles que l'on va faire tomber. Si l'on arrive à faire tomber les quilles prévues, on double les points marqués. Cependant, si on n'y arrive pas, on soustrait de son score les points qui auraient dû être marqués.

### 50 Zap
Cette variante est une adaptation de la variante 321 Zap du jeu des fléchettes. Si un joueur égalise le score d'un autre joueur, ce dernier redescend à 0.
Il existe aussi une variante similaire, qui consiste à faire redescendre le joueur égalisé à son score précédent.

## Entreprise
Mölkky est une marque déposée de Tactic International S.A. (Anciennement Lahden Paikka / Tuoterengas, entreprise finlandaise d'insertion professionnelle et d'accompagnement social). Les jeux vendus par cette société sont uniquement fabriqués en Finlande, en bois de bouleau naturel non traité, issu des forêts locales et respectant les normes écologiques européennes et de développement durable. C'est cette volonté de faire un produit naturel et vert qui a valu au mölkky d'être récompensé en 2015 Green Toy of the Year Award par l'éducatrice américaine Stevanne Auerbach (alias Dr. Toy), spécialisée en jouets et développement de l'enfant.
En France, sa distribution exclusive est assurée par la société Tactic France SA.

## Compétitions

### Championnats du monde
Des championnats du monde sont organisés tous les ans depuis 2004. Ils se déroulent par équipe de 4 joueurs minimum, mais depuis 2011, des championnats internationaux en doublettes et triplettes sont aussi organisés.
En 2012, pour la première fois, une équipe de nationalité non-finlandaise remporte le championnat du monde. C'est une quadruplette de Mölkky Association, basée à Pacé en Ille-et-Vilaine. Elle se composait Damien Bretesché, Florent Bretesché, Pascal Olivier et Jacky Saiget.
En 2016, les Championnats du monde sont organisés les 20 et 21 août au Rheu, près de Rennes, par Mölkky Association. Une quadruplette de Français, comportant les frères Bretesché, accompagnés d'Olivier Picarda et Florent Leray, remportent le titre. Cette année-là, la finale se joue entre deux équipes françaises.
Les Championnats du monde de 2017 se déroulent à Rakovník en République tchèque.
Les Championnats du monde de 2018 ont lieu à Pori en Finlande.
En 2019, les Championnats du monde sont organisés à Samoëns, en France.
En 2020 et 2021, en raison de la pandémie de Covid-19, les championnats du monde sont annulés,.
En 2022, les championnats du monde sont de nouveau organisés à Samoëns, en France.
En 2023, les championnats du monde sont organisés à Hyvinkää, en Finlande.
En 2024, les championnats du monde sont organisés à Hakodate, au Japon.
En 2025, les championnats du monde seront organisés à Gołotczyzna, en Pologne.

### Le Trophée des Nations
À l'instar de la Coupe Davis au tennis, il existe un Trophée des nations au mölkky.
| Année | Lieu        | Vainqueur                                              | Deuxième                                                  | Troisième                                                           |
| ----- | ----------- | ------------------------------------------------------ | --------------------------------------------------------- | ------------------------------------------------------------------- |
| 2009  | Lahti       | Juha Keinonen, Suvi Soini, Lauri Nirkko                | Märt Niinemägi, Vahur Kölvart, Beto Miljand               | Tapio Sappinen, Leena Jantunen, Pekka Lintunen                      |
| 2010  | Lahti       | Märt Niinemägi, Beto Miljand, Gern, Vahur Kölvart      | Tero Nikki, Risto Tuiskula, Suvi Soini                    | Olivier Allain, Sandrine Orain, Freddy Dahiot                       |
| 2011  | Lahti       | Tero Nikki, Sanna Koskimaa, Kai Oksa                   | Lubos Vlk, Stano Gazo, Marek Leporis, Dusan Solivajs      | Katharina Kaiser, Robert Ewald, Michael Wurzer                      |
| 2012  | Lahti       | Ludovic Misura, Olivier Herisson, Jerome Brehin        | Mart Niinemägi, Beto Miljand, Aarne Kauber, Vahur Kölvart | Shinya Matsuda, Nami Sugiyama, Shuichi Yatsuga, Yuki Ohsaka         |
| 2013  | Lahti       | Sanna Koskimaa, Markku Mäntysalo, Ilkka Horttanainen   | Mari Haasiatarha, Kimmo Leppänen, Antton Soini            |                                                                     |
| 2014  | Lahti       | Pascal Olivier, Damien Landais, Jean-François Brossier | Julien Freneix, Kevin Martin,Tristan Mounier              |                                                                     |
| 2015  | Lahti       | Toni Laakso, Jukka Mäntylä, Marko Lusi, Timo Kari      | Kevin Martin, Marcel Menetrier, Copine Antoine            |                                                                     |
| 2016  | Le Rheu     | Jake Ropponen, Marko Lusi, Hannu Laaksonen, Suvi Soini | Dominique Vallée, Stéphane Eveno, Geoffroy Gourdon        |                                                                     |
| 2017  | Rakovnik    | Pauli Kirves, Jaakko Räsänen, Kai Oksa                 | Kotrla Antonin, Kral Radomir, Pavel Tisovský              | Aivar Vettik, Beto Miljard, Vahur Kölvart                           |
| 2018  | Pori        | Joni Eväkoski, Marko Timonen, Kai Oksa                 | Oliver Lindenmayr, Horst Neuhoff, Michael Enzi            | Radek, Tory, Pavel Tisovský                                         |
| 2019  | Samoëns     | Jake Rupponen, Joni Eväkoski, Timo Kemppi              | Vahur Kölvart, Alger Jöras, Maire Kölvart                 | Osman Wong, Sindy Yeung, Seth Chu                                   |
| 2022  | Samoëns     | Yves Thiebaut, Sully Bougeatre, Jean-Claude Vincent    | Mika Packalen, Kai Oksa, Kim Sundström                    | Ukyo Itakura, Shigehiro Tsuzaka, Kenji Yamaguchi                    |
| 2023  | Hyvinkää    | Bernie Bolger, Sean Conlon, Damien Landais, Will Regan | Yasutada Kawano, Narumi Okuno, Musubu Shinde              | Arnaud Pierre, François Perrin, Florentin Fuhrmann, Teidy Duvigneau |
| 2024  | Hakodate    | Markku Vinni, Josua Hiljanen, Tiia Hiljanen            | Doug Bolger, Bernie Bolger, Will Druce, Damien Landais    | Calvin, Suzuki, Anson, Miache                                       |
| 2025  | Gołotczyzna |                                                        |                                                           |                                                                     |

#### Archives

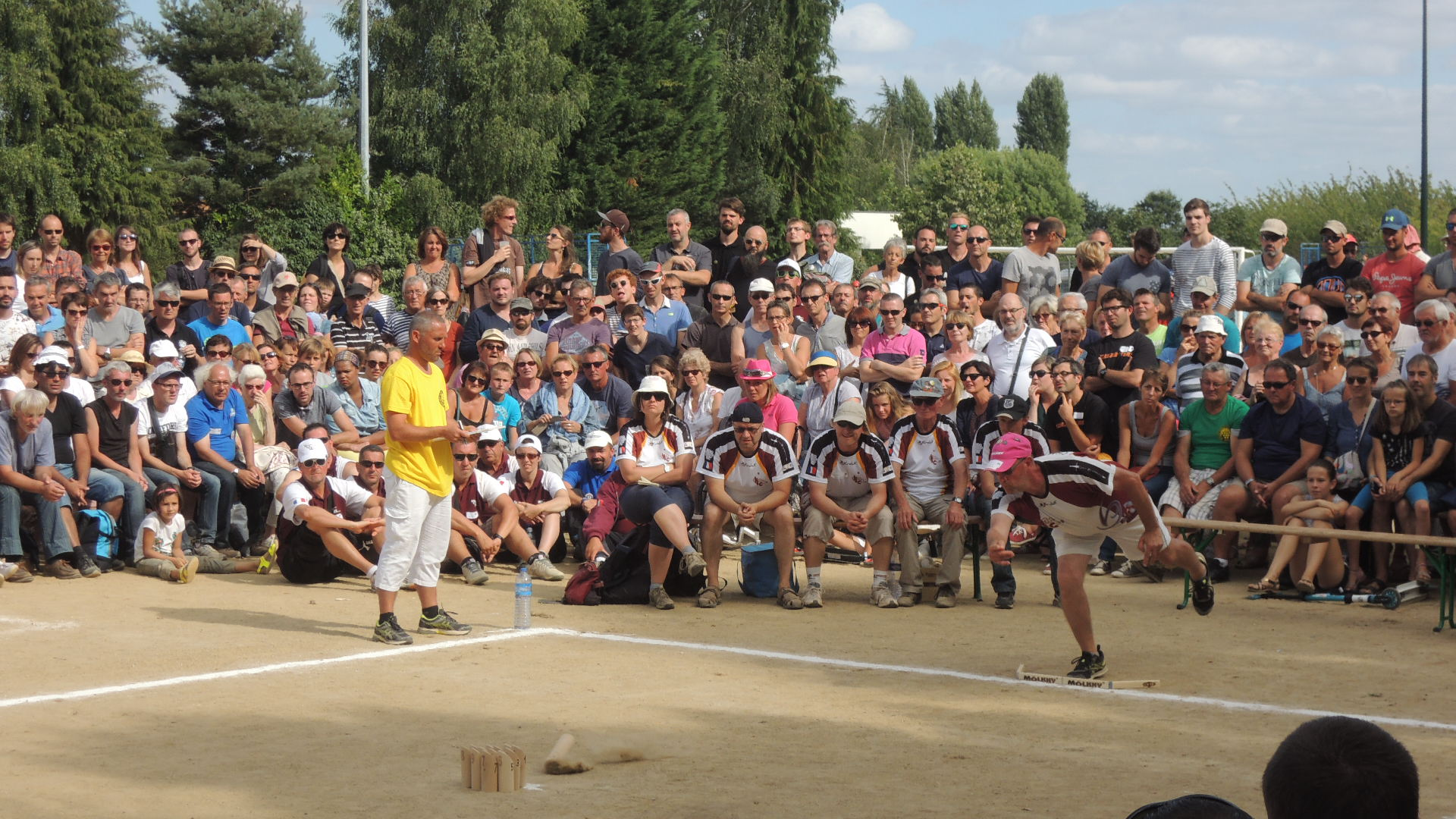
Tournoi 2016 à Le Rheu

En 2009, pour sa première participation, la Finlande l'emporte et la France monte sur la 2e marche du podium. Leurs concurrents sont Fabien Lemasson, Oliver Laurent et Nicolas Gauqvelin.
En 2010, l'Estonie l'emporte et la France termine 3e. Leurs concurrents sont Olivier Allain, Sandrine Orain et Freddy Dahiot.
En 2012, pour la première fois, une triplette de Français remporte le trophée des nations grâce à concurrents  Ludovic Misura, Olivier Hérisson, Jérôme Brehin et leur coach Christophe Saiget.
En 2013, la France conserve son titre. Leurs concurrents sont Pascal Olivier, Damien Landais et Jean-François Brossier.
En 2014, la France perd son titre dépassé par la Finlande mais décroche la 2e place grâce à Julien Freneix, Kevin Martin et Tristan Mounier.
En 2015, le podium est constitué de la Finlande, la Suisse et l'Estonie. La France termine 4e. Leurs concurrents sont Alexandre Chevalier, Romain Mahot et  Erwan Mounier.
En 2016, la Finlande s'impose et la France décroche la deuxième place, grâce à Dominique Vallée, Stéphane Eveno, Geoffroy Gourdon et le coach Ludovic Misura.
En 2017, le podium est constitué de la Finlande, la République tchèque et l'Estonie. La France termine 5e avec Didier Franque et Jérôme Chappuys.
En 2018 à Pori, la Finlande conserve son titre. La France termine 9e et dernier avec Julien Hamel, Antoine Brisacier et Cyril Leger.
En 2019 le Trophée des nations a lieu à Samoëns, en France et l'équipe de France, composée de Yann Rayjal, Florian Maudry et Oliver Allain, s'incline face à la Turquie au premier tour.

#### Classement
Il existe un classement officiel où les pays sont classés par nombre de points engrangés sur les 5 dernières compétitions. Le nombre de points par coupe dépend du nombre de participants et du placement.
Les résultats de la dernière compétition sont pondérés par un facteur de 4, ceux de la deuxième à la dernière année par un facteur de 3, ceux de la troisième à l’année dernière par un facteur de 2 et tous les autres par un facteur de 1. Seules les coupes à partir de 2010 ont été incluses dans le classement, en 2009 une nation a participé avec 2 équipes.
À la fin de janvier 2024, la majorité des membres ont décidé que seuls les cinq derniers concours devraient être inclus dans l’évaluation.
Classement officiel au 25 février 2025: 
| 1  | Finland (FIN)        | 141 |
| 2  | Japan (JPN)          | 124 |
| 3  | France (FRA)         | 113 |
| 4  | Germany (GER)        | 109 |
| 5  | Australia (AUS)      | 108 |
| 6  | Estonia (EST)        | 97  |
| 7  | Czech Republic (CZE) | 95  |
| 8  | Great Britain (GBR)  | 88  |
| 9  | Hong Kong (HKG)      | 80  |
| 10 | Poland (POL)         | 74  |

### Championnats d'Europe
En 2014, les premiers Championnats d'Europe en salle sont organisés à Tallinn, en Estonie. Ils se déroulent par équipes de 3 joueurs avec un remplaçant éventuel.
En 2014 et 2015, plusieurs équipes françaises participent à cette compétition.
En 2016, plusieurs équipes françaises participent à nouveau à cette compétition. La triplette française du Stade Olympique Mölkky de Vendôme (SOM) composée de Julien Freneix, Geoffroy Gourdon et François Blard remporte les championnats d'Europe.
En 2017, les Championnats d'Europe en plein air, en triplette, se sont déroulés en France à Theix-Noyalo. Trois équipes françaises sont montées sur le podium. À la 1re place, l'AMC de Craon (Alexandre & Valentin Chevalier avec Jean François Brossier). À la 2e place, le Mölkky Club d'Anjou (Cédric & Romain Mahot avec Richard Simoens). Complètent le podium, Lione Jasol et Julien Hamel (A2M1 - Montauban) & Stanislas Escaut (MTC - Toulouse).

## Intégration du Mölkky selon les pays

### En Belgique
Il y a actuellement 5 associations en Belgique :
- Scandalous Mölkky Club, un groupe belge de joueurs de mölkky qui a vu le jour à Fayt-le-Franc (tout près de Dour), avec la création de la deuxième Asbl belge pour ce jeu.
- La quille finlandaise du Haut-Pays a été créée par des fans honnellois à la suite du rapide engouement général pour le jeu de la quille finlandaise. Son but est d'organiser des tournois dans divers endroits de la région. Ces tournois se jouent en doublettes formées.
- Le Namurcum Mölkky Club asbl, club de Mölkky de Namur, créée en septembre 2014.
- L'Amicale Ardenno-Gaumaise de Quilles Finlandaises a été créée en 2014 à Habay-la-Neuve.
- Les molkkamis Team Namur asbl, club de Molkky à Namur, créée en 2019.

### En France
Depuis 2006, le jeu connaît un certain succès en France en particulier dans le grand ouest. La France est d'ailleurs devenue le premier pays au monde devant la Finlande où le jeu se vend et se joue le plus. Plusieurs associations se sont créées autour du mölkky.

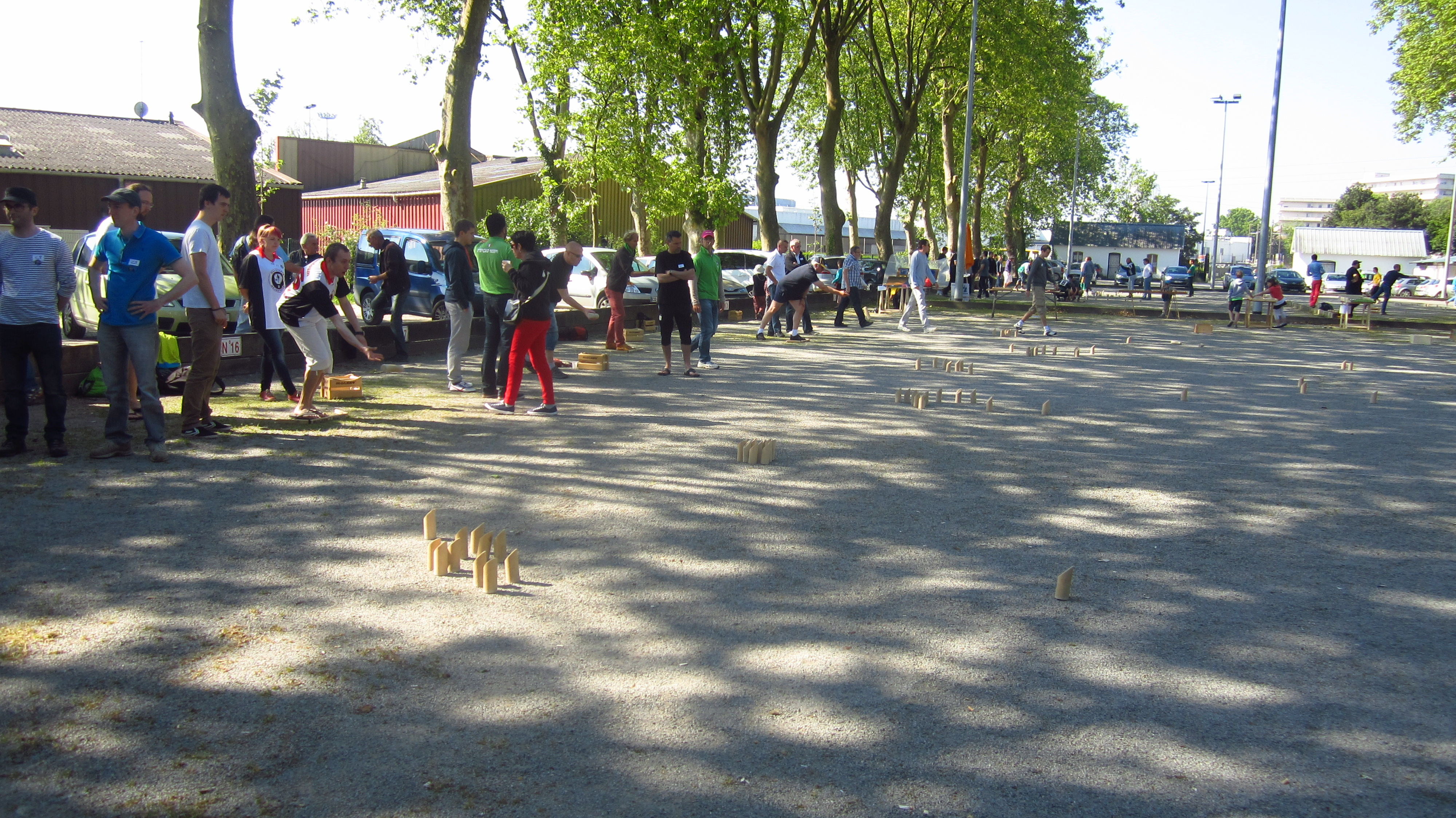
Compétition de Mölkky à Nantes.

#### Open de France
Un championnat de France ouvert à toutes les personnes désirant participer est organisé depuis 2009, renommé « Open de France » depuis 2011.
- 2009 : 1er championnat de France à Paris, organisé par l’association parisienne Le Bâton Mouche[18]
- 2010 : 2e championnat de France à Paris, organisé par l’association parisienne Le Bâton Mouche - Vainqueurs : Didier Franque et Mikaël Racaud[19],[20]
- 2011 : le championnat de France est renommé Open de France. Il se déroule à Pacé (Ille-et-Vilaine)[21], et est organisé par Mölkky Association.
- 2015 : l'Open de France se déroule à Angers.
- 2017 : lors de la 9e édition, qui s'est déroulée les 6 et 7 mai 2017 dans le Canton de La Teste-de-Buch, Jean-Charles Allain et Jérémy De Kegel remportent l'Open de France; ils deviennent la 9e paire de joueurs différente à remporter l'Open de France. 512 équipes venues de toute la France ayant pris part à la compétition.
- 2020 : le Mölkky Club d'Anjou devait organiser l'open de France pour la seconde fois les 30 et 31 mai 2020. L'événement est annulé à cause de la pandémie de COVID-19.
- 2025 : Les Supers Potes Adeptes du Mölkky (SPAM) de Saint-Sébastien-sur-Loire ont organisé la 16e édition de l’Open de France samedi 7 et dimanche 8 juin 2025, à Nantes.

#### Championnats Inter-Clubs France & Francophonie
Le 20 avril 2013, s'est déroulé à Paris le 1er Championnat Inter-Clubs. Quatorze équipes françaises plus deux équipes wallonnes étaient invitées. L'Amicale Mölkky Club de Craon (Mayenne) remporte le titre devant la Mölkky Association de Pacé (Ille-et-Vilaine) et le Mölkky Club d'Anjou (Maine-et-Loire).
La deuxième édition du Championnat Inter-Clubs s'est déroulée le 26 et 27 avril 2014 à Paris. Dix-huit clubs (dont deux wallons) se sont affrontés. Le MKA Mölkky Club d'Anjou (Maine-et-Loire) remporte le titre devant le Garo-Mölkky de Grisolles (Tarn-et-Garonne), et l'Association Vendéenne de Mölkky du Poiré-sur-Vie (Vendée), 3e.
Le Championnat Inter-Clubs 2015 s'est déroulé les 18 et 19 avril à Orléans. Le MKA Mölkky Club d'Anjou a conservé son titre devant la BAMM de Theix (Morbihan) et Molkky et Jeux de Bois (Calvados).
Le Championnat Inter-Clubs 2016 s'est déroulé les 16 et 17 avril à Orléans. Le Metz Mölkky Club (Moselle) remporte le titre devant la BAMM de Theix (56) et le Mölkky Club d'Anjou (Maine-et-Loire).
Le Championnat Inter-Clubs 2017 s'est déroulé les 15 et 16 avril à Orléans. 24 équipes étaient engagées dans cette 5e édition. Le Stade Olympique Mölkky de Vendôme (Loir-et-Cher) remporte le titre devant l'Amicale Mölkky Club de Craon (Mayenne) et le Metz Mölkky Club (Moselle).
Le Bâton Mouche de Paris remporte l'Interclubs 2018 à Olivet.
Le Club'eud Mölkky de Saint-Amand-Les-Eaux est vainqueur en 2019 à Grisolles (82).
L'ASPTT Orléans remporte l'édition 2021 organisée à Paris.
Le Mans Sarthe Mölkky remporte l'Interclubs 2024 aux Ponts-de-Cé.

#### Fédération Française de Mölkky
Le 31 août 2013, lors de l'Open de France du Poirée sur Vie a eu lieu l'assemblée générale constitutive de la Fédération Française de Mölkky. En 2019, 45 associations de mölkky y sont adhérentes.

### Autres sports proches
- le Kubb, jeu suédois.
- Quilles du Ponthieu
- Le Kyykkä